# きりしま (護衛艦)

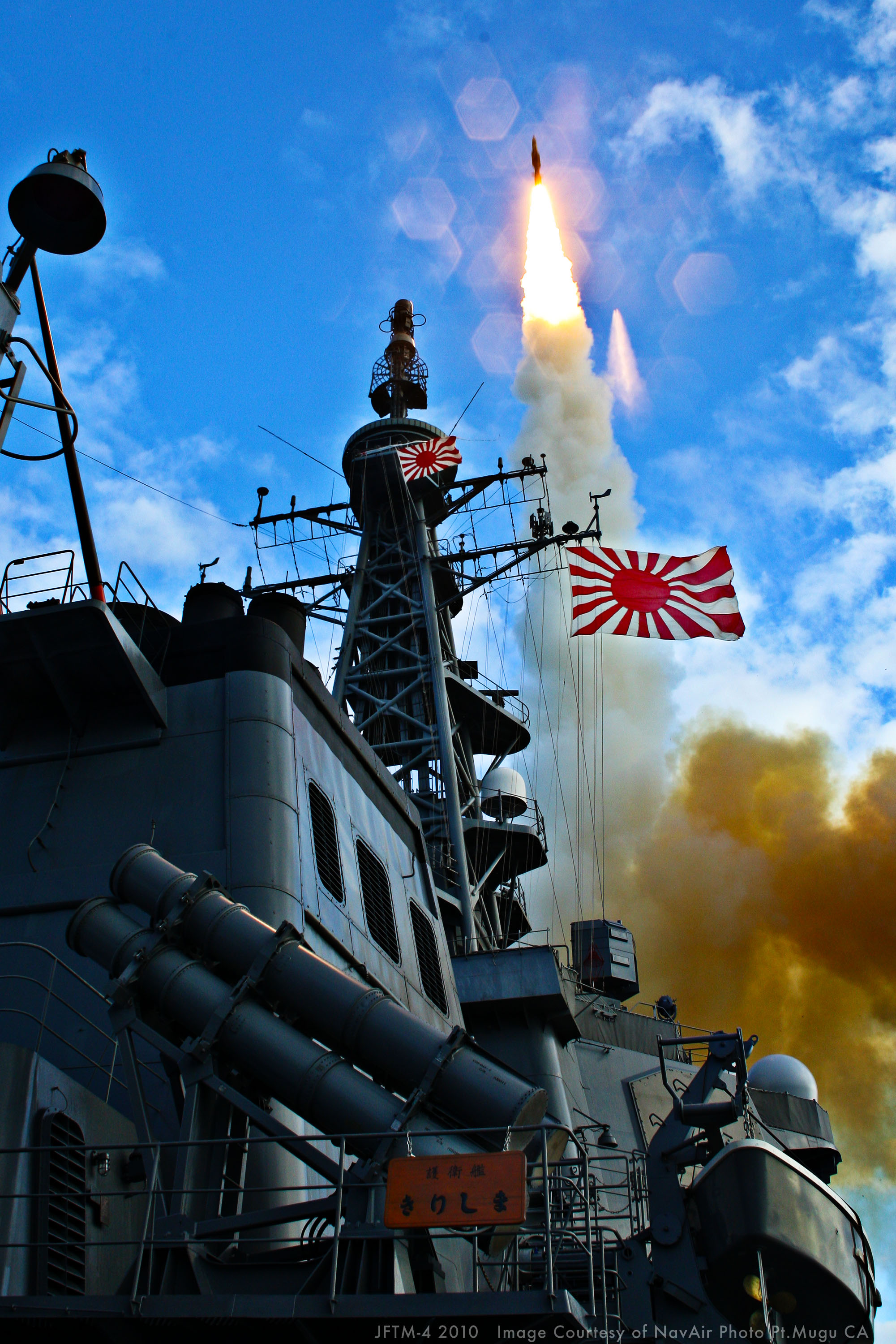
SM-3を発射した「きりしま」

きりしま（ローマ字：JS Kirishima, DDG-174）は、海上自衛隊の護衛艦。こんごう型護衛艦の2番艦。艦名の由来は霧島山。旧海軍の金剛型戦艦「霧島」に続き、日本の艦艇としては2代目である。また、建造元も先代と同じである。1番艦「こんごう」と比較して、対潜ヘリコプター用データリンクアンテナを増設した。本艦の就役により4護衛隊群の8艦8機体制が確立された。
本記事は、本艦の艦暦について主に取り扱っているため、性能や装備等の概要についてはこんごう型護衛艦を参照されたい。

## 艦歴
「きりしま」は、中期防衛力整備計画に基づく平成2年度計画7200トン型護衛艦2314号艦として、三菱重工業長崎造船所香焼工場で1992年4月7日に起工され、1993年8月19日に進水、1995年3月16日に就役し、第1護衛隊群第61護衛隊に編入され横須賀に配備された。
就役後リンク16のアンテナを追加装備している。またCIWS（ファランクス）を能力向上型のblock1Bに換装している。
1995年9月22日から12月25日までの間、イージスシステムの装備認定試験（SQT）のためハワイに派遣。
1996年、1998年、2002年、環太平洋合同演習（RIMPAC）に参加した。
2002年12月16日、テロ対策特別措置法に基づきインド洋に派遣、2003年4月まで任務に従事し、 5月20日に帰国した。
2004年8月9日、テロ対策特別措置法に基づき、護衛艦「たかなみ」、補給艦「はまな」とともにインド洋に派遣。同年12月まで任務に従事する。その帰路の最中にスマトラ島沖地震の発生を受け、国際緊急援助隊派遣法に基づいてタイ王国に派遣され、被災者の捜索を行う（自衛隊タイ派遣）。2005年1月11日、帰国した。
2007年4月16日、房総半島南方沖で護衛艦「むらさめ」、「いかづち」、「たかなみ」とともにインド海軍デリー級ミサイル駆逐艦「マイソール」等と米印両海軍との初の3ヶ国共同訓練を実施した。
同年11月28日から12月1日まで寄港中の中国人民解放軍海軍駆逐艦「深圳」乗組員の訪問が予定されていたが、アメリカからイージスシステム漏洩を危惧してこれを反対を要請し、中止となった。尚、代艦として護衛艦「いかづち」を訪問した。
2006年及び2008年、環太平洋合同演習（RIMPAC）に参加した。
2008年3月26日、護衛隊改編により第4護衛隊群第8護衛隊に編入された。
同年4月9日、護衛艦「はまぎり」と共に東京に入港したフランス海軍フードル級揚陸艦「ミストラル」等と交歓を行う。
2010年8月25日から11月13日の間、BMD機能付加に伴う装備認定試験のため、ハワイに派遣され、10月28日に弾道ミサイル迎撃試験を行い、予め時刻を知らせられない条件下で発射された射程1,000km級の弾頭分離型準中距離弾道ミサイルを模した標的ミサイルの捕捉･追尾･迎撃に成功した。パールハーバー寄港中にバトルシップ (映画)の撮影に協力している。
2011年3月11日に発生した東北地方太平洋沖地震による東日本大震災に対し、地震発生から116分後、災害派遣のため横須賀から緊急出港する。
2012年6月21日から22日にかけて、護衛艦「くらま」、「ゆうだち」、アメリカ合衆国海軍空母「ジョージ・ワシントン」(CVN-73)ほか数隻、大韓民国海軍の艦艇数隻と共に朝鮮半島南方海域にて日米韓共同訓練を実施。
2014年6月7日、米国派遣訓練及び環太平洋合同演習（RIMPAC 2014）に参加するため護衛艦「いせ」とともに呉を出港、各種戦術訓練及びHA/DR（人道支援・災害救済）訓練等を実施し、8月20日横須賀に帰港した。
2014年10月24日、第2護衛隊群第6護衛隊に編入された。
2018年8月15日から21日にかけて、関東南方から四国南方を経て沖縄周辺に至る海空域において米海軍空母「ロナルド・レーガン」他艦艇数隻とともに日米共同巡航訓練を実施した。
2021年6月23日から24日にかけて、関東南方海域において護衛艦「まや」、「はぐろ」、補給艦「ときわ」とともに米海軍駆逐艦「マスティン」と日米共同訓練を実施した。
同年9月2日から7日にかけて、東シナ海から四国南方を経て関東南方に至る海空域おいて、英国空母打撃群（CSG21：空母「クイーン・エリザベス」、駆逐艦「ディフェンダー」、米駆逐艦「ザ・サリバンズ」、オランダ海軍フリゲート「エファーツェン」、カナダ海軍フリゲート「ウィニペグ」）と日英米蘭加共同訓練（PACIFIC CROWN 21‐3）を実施する。海自からは本艦の他、護衛艦「いせ」、「あさひ」、「たかなみ」、「はるさめ」、「おおなみ」、「てるづき」及び潜水艦1隻、P-1哨戒機が、航空自衛隊からはＦ-2、Ｆ-15戦闘機、E-767早期警戒管制機が参加し、対抗戦、防空戦、対潜戦等を実施する。
同年9月23日から10月1日にかけて、沖縄南方海空域において護衛艦「やまぎり」とともに日米共同訓練を実施した。米海軍からは空母「カール・ヴィンソン」、駆逐艦「チャフィー」、巡洋艦「レイク・シャンプレーン」、補給艦「ラパハノック」が参加し、防空戦、対潜戦、洋上補給、通信訓練等を実施した。10月2日及び3日には沖縄南西において護衛艦「いせ」を加え、空母「ロナルド・レーガン」、「カール・ヴィンソン」、英海軍空母「クイーン・エリザベス」などと日米英蘭加新共同訓練を実施した。
現在、第2護衛隊群第6護衛隊に所属し、定係港は横須賀である。

### 歴代艦長
| 代 | 氏名       | 在任期間              | 出身校・期 | 前職                                              | 後職                                                        | 備考                            |
| -- | ---------- | --------------------- | ---------- | ------------------------------------------------- | ----------------------------------------------------------- | ------------------------------- |
| 01 | 濱田良昭   | 1995.3.16 - 1996.12.8 | 防大13期   | きりしま艤装員長                                  | 第62護衛隊司令                                              |                                 |
| 02 | 古関 修    | 1996.12.9 - 1997.12.7 | 防大16期   | 第2護衛隊群司令部幕僚                             | 第6護衛隊司令                                               |                                 |
| 03 | 竹中勝義   | 1997.12.8 - 1999.3.31 | 防大16期   | たちかぜ艦長                                      | 海上自衛隊第1術科学校研究部長                               |                                 |
| 04 | 堤 明夫    | 1999.4.1 - 2000.7.31  | 防大17期   | 防衛医科大学校学生部 学生課長                     | 海上自衛隊第1術科学校研究部長                               |                                 |
| 05 | 太田也寸志 | 2000.8.1 - 2002.3.3   | 防大22期   | 海上幕僚監部防衛部運用課 運用第1班長              | 海上自衛隊第1術科学校 教育第2部長                           |                                 |
| 06 | 吉村司郎   | 2002.3.4 - 2004.3.31  | 防大20期   | 護衛艦隊司令部付                                  | 海上自衛隊第1術科学校 教育第1部長                           |                                 |
| 07 | 三木 功    | 2004.4.1 - 2006.9.19  | 防大22期   | おおなみ艦長                                      | 海上自衛隊第1術科学校生徒部長                               | 就任時2等海佐 2006.1.1、1等海佐 |
| 08 | 清水博文   | 2006.9.20 - 2007.12.2 | 防大29期   | 海上自衛隊第1術科学校 生徒部長                    | 第2護衛隊群司令部幕僚                                       |                                 |
| 09 | 池田秀人   | 2007.12.3 - 2009.8.2  | 防大28期   | せとぎり艦長                                      | 統合幕僚監部防衛計画部計画課勤務                            |                                 |
| 10 | 中筋 篤    | 2009.8.3 - 2011.7.14  | 防大29期   | 情報本部勤務                                      | 海上幕僚監部防衛部運用支援課勤務                            |                                 |
| 11 | 豊住 太    | 2011.7.15 - 2013.9.12 | 防大29期   | 第2護衛隊群司令部幕僚                             | 余市防備隊司令                                              |                                 |
| 12 | 佐藤恭弘   | 2013.9.13 - 2015.3.31 | 防大31期   | 第2護衛隊群司令部首席幕僚                         | 誘導武器教育訓練隊司令                                      |                                 |
| 13 | 沢田俊彦   | 2015.4.1 - 2016.3.24  | 防大36期   | 横須賀地方総監部防衛部 第3幕僚室長 兼 第5幕僚室長 | 統合幕僚監部運用部運用第1課勤務                             |                                 |
| 14 | 西田敏志   | 2016.3.25 - 2017.8.6  | 防大37期   | 護衛艦隊司令部付                                  | 舞鶴地方総監部防衛部第3幕僚室長                             |                                 |
| 15 | 西村俊行   | 2017.8.7 - 2019.1.31  | 防大37期   | 第2護衛隊群司令部首席幕僚                         | 自衛艦隊司令部勤務 兼 護衛艦隊司令部勤務                    |                                 |
| 16 | 石井和徳   | 2019.2.1 - 2020.4.9   |            | 自衛艦隊司令部勤務 兼 護衛艦隊司令部勤務          | 開発隊群司令部勤務                                          |                                 |
| 17 | 高梨康行   | 2020.4.10 - 2022.3.21 |            | 護衛艦隊司令部勤務                                | 海上訓練指導隊群司令部勤務 →2022.4.1 舞鶴海上訓練指導隊司令 |                                 |
| 18 | 石寺隆彦   | 2022.3.22 - 2024.5.12 | 防大39期   | 佐世保海上訓練指導隊副長 兼 指導部長              | いずも艦長                                                  |                                 |
| 19 | 波江野裕一 | 2024.5.13 -           |            | 海上幕僚監部人事教育部援護業務課 援護企画班長     |                                                             |                                 |